# Xadrez circular

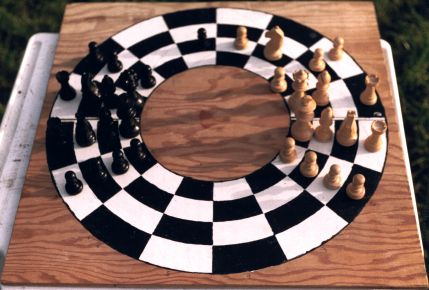
Um tabuleiro de Xadrez circular, uma das inúmeras variante do jogo Xadrez clássico.

O Xadrez Circular é uma variante do Xatranje e do Xadrez clássico. Também conhecido como Xadrez bizantino, foi popular no século X, na cidade de Constantinopla (atual Istambul), capital do Império Bizantino.